# Tizenötödik légierő
A Tizenötödik légierő (angolul: Fifteenth Air Force, 15th AF) az Amerikai hadsereg légierejének (United States Army Air Forces, USAAF) tizenötös sorszámú, hadsereg méretű komponense, melyet a második világháború második szakaszában alakítottak meg.
1943. november 1-jén alakították meg Tuniszban, melyet az amerikai Földközi-tengeri hadműveleti parancsnokság (MTOCO) alá rendeltek. Hadászati célú magasabbegység lévén már a megalakulást követő napon megkezdte erőinek bevetését Közép-Európa déli térségeiben. Első parancsnoka Jimmy Doolittle lett, aki 1942 elején légi támadást vezetett Tokió ellen.
A 15. AF két korábbi „légi hadsereg” alakulataiból lett összevonva: Doolittle korábbi Tizenkettedik légierejéből (Twelfth Air Force) és Lewis H. Brereton Kilencedik légierejéből (Ninth Air Force, 9th AF). Az új magasabbegység bombázóerejét 90 darab B–24 Liberator és 210 darab B–17 Flying Fortress nehézbombázó alkotta, melyeket a két korábbitól örökölt meg. Decemberben új, elsősorban B–24-gyel felszerelt repülőosztályok érkeztek meg az Egyesült Államokból, tizenhárom új osztály lett alárendeltségében vonva.
A 15-ösöket a Földközi-tengeri térségben állomásoztatták, egyrészt a szeszélyes időjárás miatt korlátozott képességű brit Nyolcadik légierő (Eighth Air Force, 8th AF) megerősítésére, másrészt azért, mert a közép- és dél-európai térségek csak innen voltak elérhetőek. A 9th AF alakulataival 1944 tavaszán áttelepült Angliába az Overlord hadművelet segítésére. A 15-ösök alakulatai elsősorban a Foggia térségében kiépített repülőtereken állomásoztak, melyekről már támadni tudták Dél-Franciaországot, Németországot (Ausztriával), a lengyelországi területeket, Szlovákiát, a Magyar Királyságot és a balkáni térséget. Ezeket körülményes és kockázatos, vagy éppen lehetetlen volt Angliából támadni.
Napjainkban 15th Expeditionary Mobility Task Force néven működik.

## Alakulatai

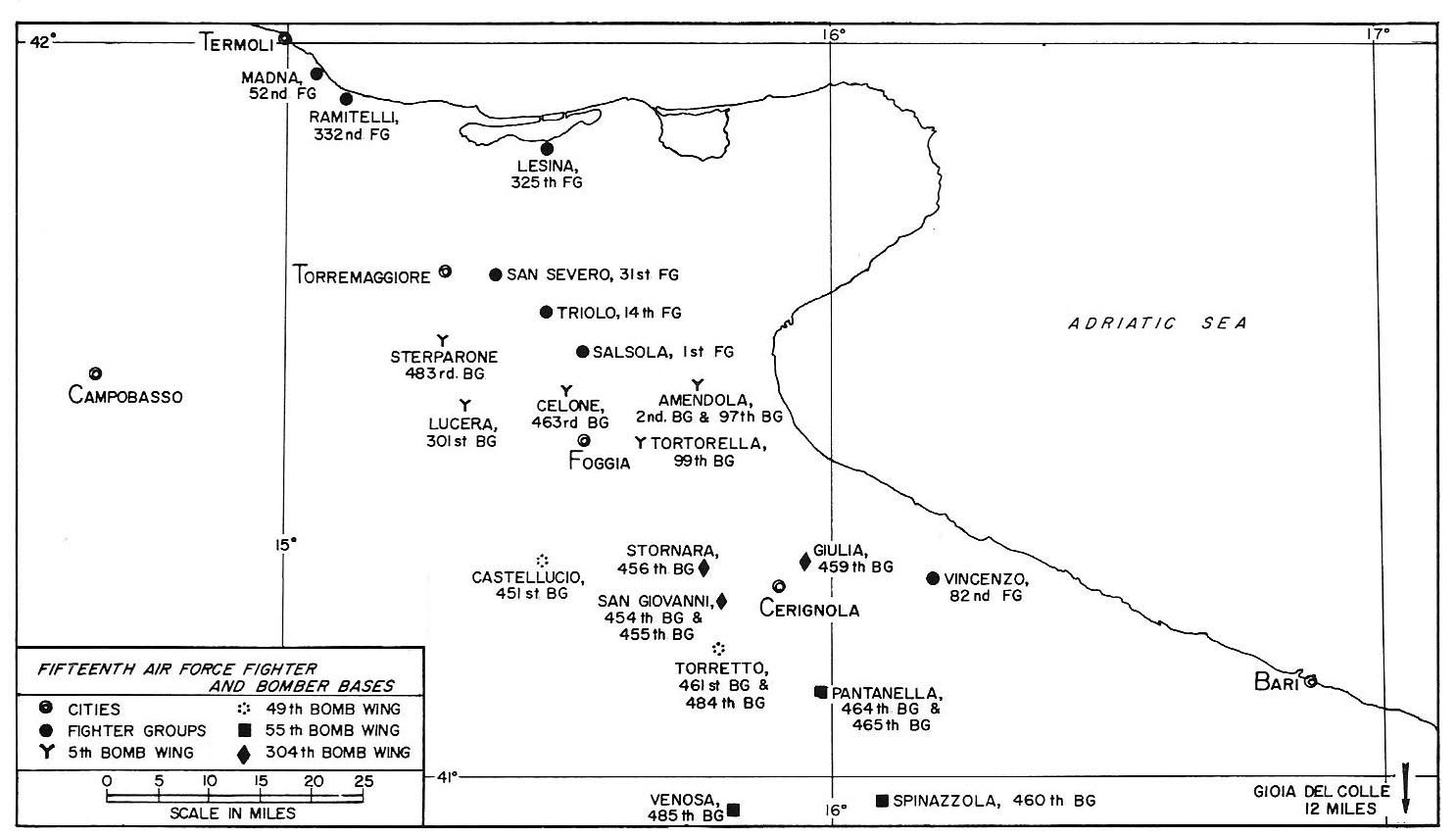
A Foggia térségi repülőterek

### Bombázórepülő-ezredek
- 5th Bombardment Wing (repülőgépek: B–17 Flying Fortress – „Y” farokkód)

- 2d Bombardment Group – körben „Y” farokkód
- 97th Bombardment Group – háromszögben „Y” farokkód
- 99th Bombardment Group – gyémántban „Y” farokkód
- 301st Bombardment Group – négyzetben „zöld Y” farokkód
- 463d Bombardment Group – ékben „sárga Y” farokkód
- 483d Bombardment Group – csillagban „vörös Y” farokkód

1944. március 2-án települtek át a floridai MacDill Field-ről
- 68th Tactical Reconnaissance Group

1943. november és 1944. április között az 5. bombázóezred alá rendelve
- 47th Bombardment Wing (The Pyramidiers; repülőgépek: B–24 Liberator – „Háromszög” farokkód)

- 98th Bombardment Group – háromszögben sárga–fekete sávok
- 376th Bombardment Group – kör–háromszögben „2”-es szám
- 449th Bombardment Group – kör–háromszögben „3”-as szám
- 450th Bombardment Group – kör–háromszögben „5”-ös szám

- 49th Bombardment Wing (repülőgépek: B–24 Liberator – „vörös farok” farokkód)

- 451st Bombardment Group – „vörös farok, vörös pont”
- 461st Bombardment Group – „vörös farok, vörös gondolatjel”
- 484th Bombardment Group – „vörös farok, vörös nyíl”

- 55th Bombardment Wing (repülőgépek: B–24 Liberator – „sárga–fekete kockás” farokkód)

- 460th Bombardment Group – sárga–fekete kockákban egy pont
- 464th Bombardment Group – sárga–fekete kockákban egy négyzet, benne „1”
- 465th Bombardment Group – sárga–fekete kockás farok
- 485th Bombardment Group – sárga–fekete kockákban „X”

- 304th Bombardment Wing (repülőgépek: B–24 Liberator – „fekete gyémánt” farokkód)

- 454th Bombardment Group – fekete álló gyémánt alakzat
- 455th Bombardment Group – fekete gyémánt sárga farkon
- 456th Bombardment Group – fekete gyémánt vörös farkon

- 744th Bombardment Squadron
- 745th Bombardment Squadron
- 746th Bombardment Squadron
- 747th Bombardment Squadron

- 459th Bombardment Group – fekete gyémánt sárga–fekete kockákban

### Vadászrepülő-ezredek
- 305th (ideiglenes) Fighter Wing[2] (repülőgépek: P–38 Lightning)

- 1st Fighter Group

- 27th FS (vörös HV kód a hűtőburkolatokon),
- 71st FS (fekete LM kód a hűtőburkolatokon),
- 94th FS (sárga UN kód a hűtőburkolatokon)

- 14th Fighter Group

- 37th FS
- 48th FS
- 49th FS

- 82d Fighter Group

- 95th FS
- 96th FS
- 97th FS

- 306th Fighter Wing (repülőgépek: P–51 Mustang)

- 31st Fighter Group (vörös színű átlós csíkok a farokszekción)

- 307th FS (MX kód a törzsfelségjelnél),
- 308th FS (HL kód a törzsfelségjelnél),
- 309th FS (WZ kód a törzsfelségjelnél).

- 52th Fighter Group (sárga színű farokszekció)

- 2nd FS (QP kód a törzsfelségjelnél)
- 4th FS (WD kód a törzsfelségjelnél)
- 5th FS (VF kód a törzsfelségjelnél)

- 325th Fighter Group (sárga alapon fekete kockák a farokszekción)

- 317th FS (oldalszámozás 10-től 39-ig a törzsfelségjelnél),
- 318th FS (oldalszámozás 40-től 69-ig a törzsfelségjelnél),
- 319th FS (oldalszámozás 70-től 99-ig a törzsfelségjelnél).

- 332th Fighter Group („Red Tails” – vörös farokszekció; az egyetlen négyszázados vadászrepülő-osztály, csak néger pilótákból lett szervezve)

- 99th FS,
- 100th FS,
- 301th FS,
- 302th FS.

### Ezredfüggetlen alakulatok
- 2641st Special Group (Provisional)

- 885th Bombardment Squadron (Attached)
- 859th Bombardment Squadron (Attached)

- 154th Weather Reconnaissance Squadron (repülőgépek: P–38 Lightning)

### Galéria

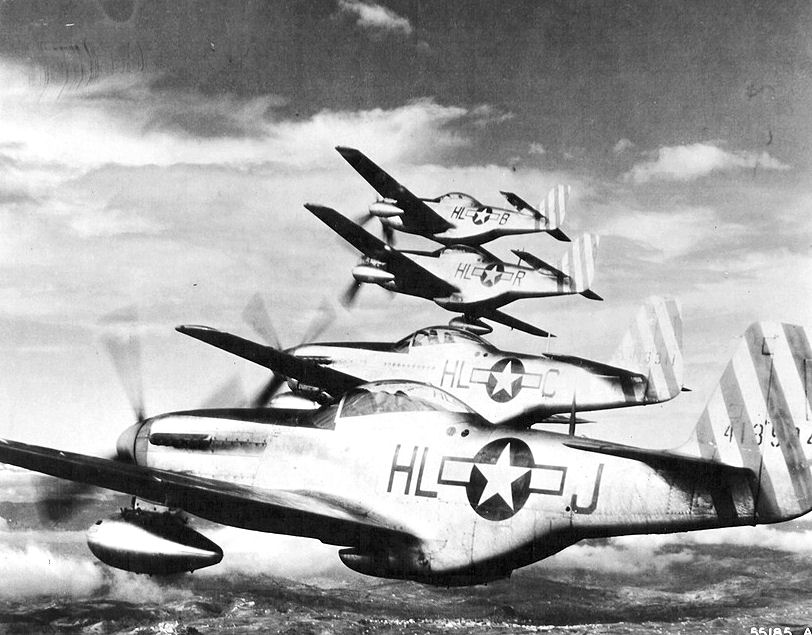
A 31. vadászrepülő-osztály 308. századának P–51D-i
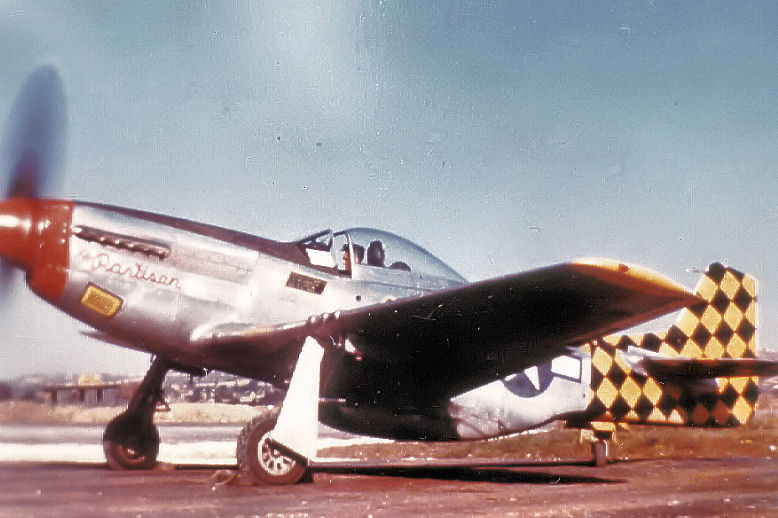
A 325. vadászrepülő-osztály egyik P–51D-je
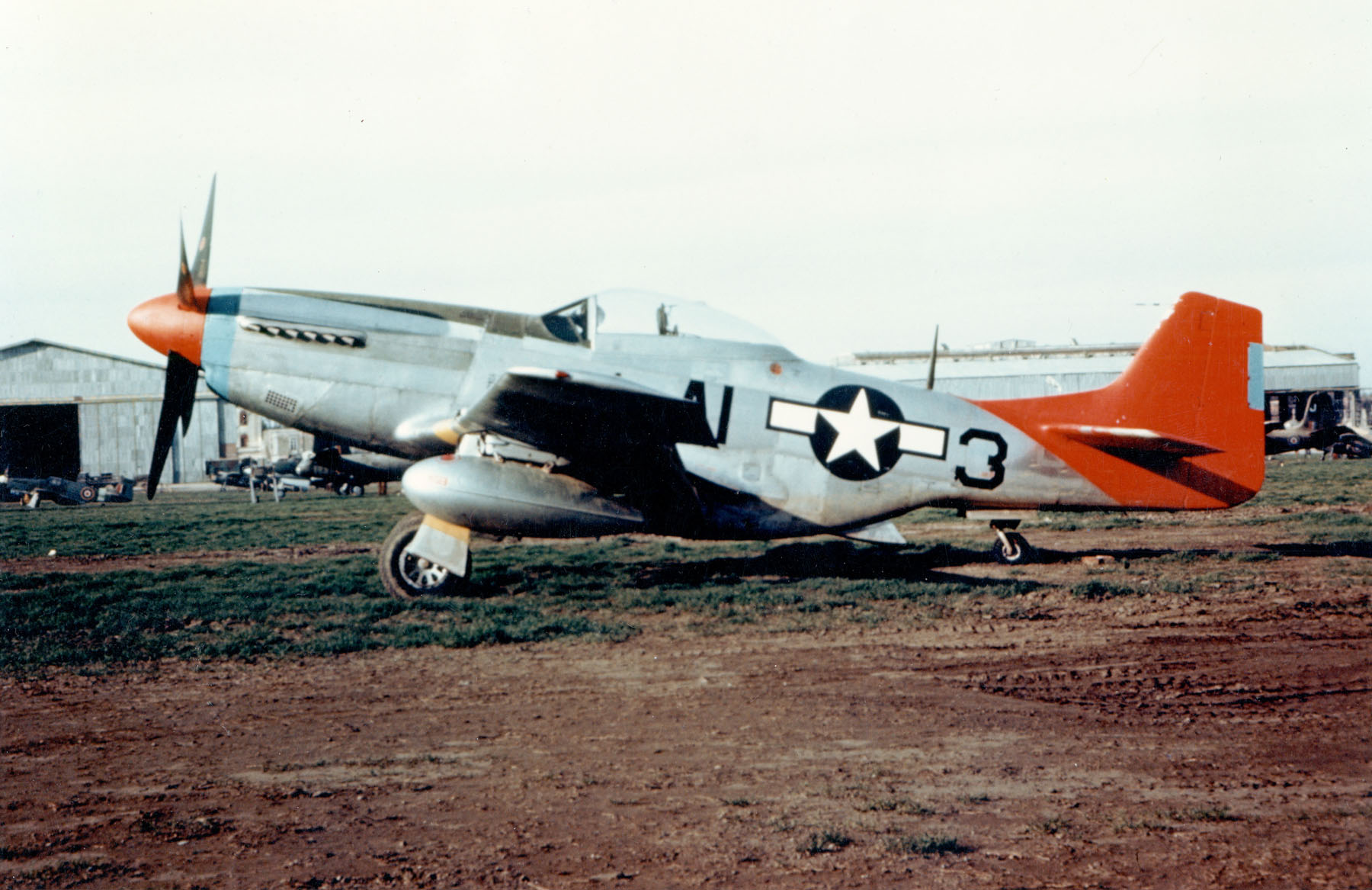
A 332-esek egyik P–51D-je

## Fordítás
- Ez a szócikk részben vagy egészben  a(z)   15th Expeditionary Mobility Task Force című angol Wikipédia-szócikk ezen változatának fordításán alapul.  Az eredeti cikk szerkesztőit annak laptörténete sorolja fel. Ez a jelzés csupán a megfogalmazás eredetét és a szerzői jogokat jelzi, nem szolgál a cikkben szereplő információk forrásmegjelöléseként.
- Ez a szócikk részben vagy egészben  a(z)   15th USAAF című francia Wikipédia-szócikk ezen változatának fordításán alapul.  Az eredeti cikk szerkesztőit annak laptörténete sorolja fel. Ez a jelzés csupán a megfogalmazás eredetét és a szerzői jogokat jelzi, nem szolgál a cikkben szereplő információk forrásmegjelöléseként.